# Yukinojo Mori
Masakazu Mori (森 正和), mais conhecido por seu nome artístico Yukinojo Mori (森雪之丞, Mori Yukinojō) (nascido em 14 de janeiro de 1954), é um letrista, compositor e poeta japonês afiliado à Amuse, Inc. Ele escreveu mais de 2500 canções para inúmeros artistas, como Kyosuke Himuro, Takuro Yoshida e Junichi Inagaki, além de músicas para animes, como Dragon Ball Z and Kinnikuman.

## Primeiros anos
Mori cresceu em Tóquio, Japão, e frequentemente tocava música no colégio com os membros da banda de rock Yonin Bayashi. Seu irmão mais novo é Hideharu Mori, tecladista da banda de rock Picasso. Mori foi influenciado pelos Beatles, Rolling Stones, King Crimson, Pink Floyd e glam rock. Ao assistir à apresentação teatral de David Bowie no Shibuya Public Hall em 1973, Mori pensou que o rock lembrava o kabuki. Decidindo seguir não apenas a música, mas também sua própria expressão e performance, Mori adotou o nome artístico "Yukinojo", que é usado no kabuki. Mori frequentou o Departamento de Inglês da Universidade Sophia antes de abandonar o curso e fazer sua estreia profissional como compositor.

## Carreira
Tocando violão e piano, Mori tentou se tornar um cantor e compositor e levou suas canções originais para gravadoras. Depois de conhecer a equipe de Yonin Bayashi na Watanabe Productions, ele foi convidado a escrever uma música para Nana Kinomi. Mas como era um jovem de 20 anos, ele disse que não havia como escrever uma música para uma mulher madura. Ele fez sua estreia como letrista com a canção "Drift no Bye no Bye no Bye" de 1976 do The Drifters.
O primeiro álbum solo de Mori, Yukinojo Kenzan (雪之丞見参) , foi lançado em 1977. Ele escreveu suas primeiras canções para um anime no ano seguinte; os temas de abertura e encerramento do Manga Hajimete Monogatari. Em 1983, Mori escreveu as músicas-tema do anime Kinnikuman. Ele contribuiu com um punhado de letras para o álbum Appare de 1989 da Sadistic Mika Band, que se reuniu temporariamente naquele ano.
Mori escreveu as letras de várias músicas usadas em Dragon Ball Z (1989–1996), incluindo seus temas de abertura "Cha-La Head-Cha-La" e "We Gotta Power/Bokutachi wa Tenshi Datta", todos os três interpretados por Hironobu Kageyama.
Mori foi contratado por hide, do X Japan, para escrever as letras dos dois primeiros singles de sua carreira solo, "Eyes Love You" e 50% & 50%", ambos lançados simultaneamente em 1993. 20 anos depois, Mori fez um cover da "Eyes Love You" com Hisashi Imai, do Buck-Tick, para o álbum de tributo a hide Tribute VII -Rock Spirits-, lançado em 2013.
Em 1994, escreveu as letras das duas músicas do single "Dragon Power Mugendai".
Em 1996, ele trabalhou no primeiro single solo de outro membro do X Japan, "Meikyuu no Lovers" de Heath, que foi usado como o segundo tema de encerramento do anime de longa duração Detective Conan.
Em 1997, Mori lançou o álbum Tenshi no Ita Wakusei (天使のいた惑星)  que contou com Hisashi Imai em diversas faixas. Foi seguido por Poetic Evolution em 1999, que além de Imai também contou com Teru, Takuro e Hisashi do Glay, Takuya (Judy e Mary) e Kyoji Yamamoto do Bow Wow. O álbum Words of Yukinojo (Words of 雪之丞)  foi lançado em 2006 como uma homenagem ao letrista e contém covers de canções que Mori escreveu por artistas como Bonnie Pink e Porno Graffitti.
O compositor retornou a Dragon Ball em 2009 quando escreveu "Kuu•Zen•Zetsu•Go" como tema de abertura de Dragon Ball Kai. Para o filme Fukkatsu no F de 2015, ele escreveu letras inspiradas na série para sua música tema "Z no Chikai". Naquele ano, ele também escreveu "Chōzetsu☆Dynamic!" de Kazuya Yoshii de The Yellow Monkey, que é a primeira música tema de abertura de Dragon Ball Super. Mori também escreveu a letra de seu segundo tema de abertura, "Genkai Toppa x Survivor" de 2017, uma canção de rock do cantor enka Kiyoshi Hikawa com música composta por Takafumi Iwasaki.
Mori escreveu o roteiro da ópera rock de 2012 Psychedelic Pain após ser convencido a fazê-lo por seu amigo Tomoyasu Hotei, que atuou como diretor musical.
Em 2013, ele escreveu "VS Myself", o primeiro single do Show-Ya desde a reunião em 2005. Naquele ano, ele também escreveu o single "Kiss or Bite" do álbum Continue de Meg.